# Зборск
Зборск (бел. Зборск) — деревня в составе Вязьевского сельсовета Осиповичского района Могилёвской области Белоруссии.

## Этимология
«Зборск» является названием, образованным от основы «бор». Родственно названию Изборск Псковской области. Также возможна связь с названием Зборово патронимического происхождения.

## Географическое положение
Зборск расположен в 15 км на север от Осиповичей и от ж/д станции Осиповичи, в 145 км от Могилёва. На юго-запад от деревни находится Осиповичское водохранилище. Транспортная связь осуществляется по автодороге Осиповичи — Свислочь. Планировку составляет плавно изогнутая улица, по обеим сторонам которой возведены деревянные крестьянские дома. Кроме того, часть застройки на севере Зборска обособлена, а на юге деревни расположен сквер. Имеется магазин.

## История
В деревне на мысе, образованном рекой Свислочь (её левым берегом) и безымянным ручьём, археологи обнаружили городище. Согласно раскопкам, его отнесли к милоградской, штрихованной керамики и зарубинецкой культурам, а также к эпохе Киевской Руси. В 2 км на юг от Зборска в урочище Ранняя Речка на левом берегу Свислочи было также обнаружено городище, на этот раз железного века и эпохи Киевской Руси. В 0,9 км на северо-запад и 0,2 км на юго-восток от деревни были найдены курганные могильники из 6 насыпей каждый. Все эти объекты в совокупности являются свидетельствами заселения этих мест в древности.
В письменных памятниках Зборск впервые упоминается в XVI веке. В 1560 году представлял собой село Зборск (Избороск) в Свислочской волости, находившееся в собственности казны, с 9 дымами и церковью. После второго раздела Речи Посполитой в 1793 году вошёл в состав Российской империи. В 1826 году на месте прежнего здания церкви возвели новый деревянный храм. 1 января 1882 года в Зборске открыли народное училище, в котором в 1891 году насчитывалось 20 учеников. В 1886 году относился к Погорельской волости Игуменского уезда Минской губернии. Два раза в год в Зборске проводили ярмарки. В 1907 году были корчма и магазин.
С 20 августа 1924 года по 1931 год деревня являлась центром Зборского сельсовета. Колхоз под названием «Сноп» был организован здесь в 1931 году, тут же работала кузница. Кроме того, действовал кружок по ликвидации безграмотности среди взрослых.
Во время Великой Отечественной войны в Зборске действовала подпольная антифашистская группа. На фронте погибли 17 жителей деревни.

## Население
- 1886 год — 108 человек, 12 дворов[1]
- 1897 год — 153 человека, 23 двора[1]
- 1907 год — 182 человека, 25 дворов[1]
- 1917 год — 209 человек, 37 дворов[1]
- 1926 год — 262 человека, 41 хозяйство[1]
- 1940 год — 305 человек, 64 двора[1]
- 1959 год — 250 человек[1]
- 1970 год — 185 человек[1]
- 1986 год — 120 человек, 65 хозяйств[1]
- 2002 год — 90 человек, 42 хозяйства[1]
- 2007 год — 88 человек, 37 хозяйств[1]

## Комментарии
1. ↑  Название и ударение даны по: Назвы населеных пунктаў Рэспублікі Беларусь: Магілёўская вобласць: нарматыўны даведнік / І. А. Гапоненка і інш.; пад рэд. В. П. Лемцюговай. — Минск: Тэхналогія, 2007. — С. 59. — 406 с. — ISBN 978-985-458-159-0.